# پلیتسیوتسکی

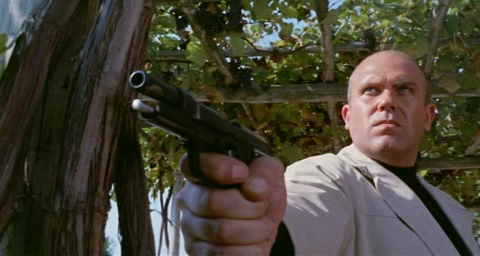
کالیبر ۹ ساخته فرناندو دی لئو (۱۹۷۲)

پُلیتسیوتِسکی (ایتالیایی: [polittsjotˈteski]؛ ‏ مفرد: poliziottesco) یک زیرژانر از فیلم‌های جنایی و اکشن است که در اواخر دهه ۱۹۶۰ در ایتالیا ظهور کرد و در دهه ۱۹۷۰ به اوج محبوبیت خود رسید. همچنین با نام‌های پلیتسیسکی ال‌ایتالیانا، یورو کرایم، ایتالو کرایم، جنایی اسپاگتی یا فیلم‌های جنایی ایتالیایی نیز شناخته می‌شوند. فیلم‌های پُلیتسیوتِسکی تحت تأثیر فیلم‌های جنایی فرانسوی دهه ۱۹۷۰ و فیلم‌های پلیسی آمریکایی دهه‌های ۱۹۶۰ و ۱۹۷۰ و فیلم‌های انتقام‌جویانه، و در میان فضای آشفته سیاسی-اجتماعی ایتالیا که به‌نام سال‌های رهبری شناخته می‌شود، و در گیرودار افزایش نرخ جرم و جنایت ایتالیا ساخته شدند. این فیلم‌ها عموماً دارای خشونت بصری و وحشیانه، جنایات سازمان‌یافته، تعقیب و گریز با ماشین، هوشیاری، دزدی، درگیری با اسلحه، و فساد تا بالاترین سطح بودند. قهرمانان داستان عموماً افراد تنهای سرسخت طبقه کارگر بودند که می‌خواستند خارج از سیستم فاسد یا فرای حدود بوروکراتیک عمل کنند.

## فیلم‌های برگزیده
- یک کارآگاه
- شهر وحشی
- بازجویی از یک شهروند دور از سوءظن
- کالیبر ۹
- ارتباط ایتالیایی
- تونی آرزنتا
- میلان می‌لرزد: پلیس به‌دنبال عدالت
- هفت‌تیر
- به من میگن پاگنده
- تیم اضطراری
- پلیس قاتل
- شهر قمار
- اقدام بی‌سروصدا
- الماس‌های آغشته به خون

## برای‌مطالعه‌بیشتر
- Roberto Curti, Italia odia: il cinema poliziesco italiano. Lindau, 2006, شابک ‎۹۷۸−۸۸۷۱۸۰۵۸۶۳.
- Daniele Magni, Silvio Giobbio, Ancora più... Cinici infami e violenti – Guida ai film polizieschi italiani degli anni '70, Bloodbuster Edizioni, 2010, شابک ‎۹۷۸−۸۸۹۰۲۰۸۷۴۴.